# Margaret Berger
Margaret Berger (n. 11 octombrie 1985, Trondheim, Norvegia) este o cântăreață din Norvegia. Ea a debutat la casa de    discuri Sony. S-a clasat pe locul doi în sezonul doi al emisiunii Norwegian Idol. Berger a devenit director muzical la postul de radio NRK P3, unul dintre cele 3 canale de radio naționale din Norvegia.
Margaret a reprezentat Norvegia la Concursul Muzical Eurovision 2013.

## Cariera

### 2004-Norwegian Idol
În 2004 ea a participat la al doilea sezon al emisiuni ''Norwegian Idol". Ea s-a aflat în top 50 după audiții și a participat în semifinale. Chiar dacă nu a trecut mai departe de semifinale, Margaret a primit un "call-back" din partea juriului, trecând în etapa următoare.

### Performanțe la emisiuneaNorwegian Idol
| Săptămâna #           | Tema                                                                 | Piesa interpretată                         | Artist original                                | Ordinea de intrare în concurs # | Rezultat      |
| --------------------- | -------------------------------------------------------------------- | ------------------------------------------ | ---------------------------------------------- | ------------------------------- | ------------- |
| Audiție               | Alegerea cocurentului                                                | "Forgive Me Love"                          | Alanis Morissette                              | N/A                             | Avansat       |
| Semifinală            | N/A                                                                  | "Were You Worth My Tears?"                 | Margaret Berger                                | N/A                             | Eliminată     |
| Sefiminală(call-back) | N/A                                                                  | "Come Together"                            | The Beatles                                    | N/A                             | în siguranță  |
| Top 11                | Artistul favorit                                                     | "Forgiven"                                 | Alanis Morissette                              | N/A                             | în siguranță  |
| Top 9                 | Hituri Norvegiene                                                    | "Splitter Pine"                            | DumDum Boys                                    | N/A                             | Ultimele trei |
| Top 8                 | disco                                                                | "Don't Leave Me This Way"                  | Harold Melvin & the Blue Notes                 | N/A                             | Ultimele trei |
| Top 7                 | Anul în care ei au fost născuți                                      | "Walking On Sunshine"                      | Katrina and the Waves                          | N/A                             | Ultimele trei |
| Top 6                 | Top 20 Hits                                                          | "Murder on the Dancefloor"                 | Sophie Ellis-Bextor                            | N/A                             | în siguranță  |
| Top 5                 | Trupe cunoscute                                                      | "It's Oh So Quiet"                         | Björk                                          | N/A                             | Ultimele 3    |
| Top 4                 | Cântece din filme                                                    | "Queen of the Night" "Uninvited"           | Whitney Houston Alanis Morissette              | N/A                             | în siguranță  |
| Top 3                 | Alegerea juriului                                                    | "It's My Life" "Stop"                      | No Doubt Sam Brown                             | 2 5                             | în siguranță  |
| Top 2                 | Alegerea concurentului Alegerea concurentului Alegerea concurentului | "Come Together" "Forgiven" "Standing Tall" | The Beatles Alanis Morissette Kjartan Salvesen | 1 3 5                           | Locul 2       |

### 2004: Chameleon
Berger a debutat cu albumul Chameleon care conține muzică rock, R&B, dance.Albumul s-a clasat pe locul 4 în topul albumelor norvegiene.

### 2006-2007: Pretty Scary Silver Fairy
Pretty Scary Silver Fairy, lansat în octombrie 2006, s-a clasat pe locul 8 în Norvegia. Piesa principală de pe album se numea Samantha , care s-a aflat pe locul 6.

### Eurovision 2013
Margaret a reprezentat Norvegia la Concursul Muzical Eurovision 2013.

## Discografie

### Albume
| Titlu                     | Detali album                                                                                         | Poziție  |
| Titlu                     | Detali album                                                                                         | Norvegia |
| ------------------------- | --- | -------- |
| Chameleon                 | - Lansat: 4 octombrie 2004 - Casă de discuri: Bertelsmann Music Group - Format: CD, digital download | 4        |
| Pretty Scary Silver Fairy | - Lansat: 2 octombrie 2006 - Casă de discuri: Sony BMG - Format: CD, digital download                | 8        |
| Chastisement              | - Lansat: 2013 - Casă de discuri: Sony BMG - Format: CD, digital download                            | —        |

### Singles
| 2006                                                                              | "Samantha"                       | 6  | Pretty Scary Silver Fairy |
| 2006                                                                              | "Will You Remember Me Tomorrow?" | 13 | Pretty Scary Silver Fairy |
| 2007                                                                              | "Robot Song"                     | —  | Pretty Scary Silver Fairy |
| 2013                                                                              | "I Feed You My Love"             | 4  | Chastisement              |
| "—" Nu a intrat în top. "I Feed You My Love" va reprezenta Norvegia la Eurovision |                                  |    |                           |